# Helianthemum propinquum
Helianthemum propinquum là một loài thực vật có hoa trong họ Nham mân khôi. Loài này được E.P. Bicknell mô tả khoa học đầu tiên năm 1905.